# Conspinaria olthofi
Conspinaria olthofi är en stekelart som beskrevs av Van Achterberg 2007. Conspinaria olthofi ingår i släktet Conspinaria och familjen bracksteklar. Inga underarter finns listade i Catalogue of Life.